# Omar Esparza
Omar Alejandro Esparza Morales (n. el 21 de mayo de 1988 en Nochistlán de Mejía, Zacatecas), es un exfutbolista y atleta mexicano. Jugaba en la posición de lateral derecho.

## Trayectoria

### Futbolista

#### C. D. Guadalajara
Esparza debutó con las Chivas Rayadas del Guadalajara en la Primera División de México el 14 de octubre de 2005, enfrentando a Club de Fútbol Monterrey en el Estadio Jalisco, en partido correspondiente a la Jornada 12 del Apertura 2005; el "Negro", utilizando el número 79, ingresó al minuto 78 por Rafael Medina y el encuentro finalizó 2-3 a favor de los Rayados de Monterrey.
Fue parte del equipo que logró el campeonato en el Apertura 2006, al vencer a Toluca por marcador global de 3-2 (Estadio Jalisco 1-1 y Estadio Nemesio Díez 1-2).

#### San Luis FC
Jugó con San Luis FC en el Clausura 2013.

#### C. D. Guadalajara (Segunda etapa)
En el verano del 2013 retornó a las Chivas Rayadas.

#### Pachuca
Jugó la Temporada 2015-2016 con los Tuzos del Pachuca. 

#### Tampico Madero FC
Al no entrar en planes con las Chivas Rayadas del Guadalajara de Matías Almeyda, Esparza se ausentó de las canchas durante el  Apertura 2016.
De cara al Clausura 2017 se unió a Tampico Madero FC de la Liga de Ascenso de México, bajo las órdenes del técnico Daniel Guzmán.

### Exatlón México
En el 2022 se integró a la sexta temporada de Exatlón México, llegando a cuartos de final y en el siguiente año ingresó a la segunda edición All Star, donde fue el cuarto eliminado de la competencia.  

## Clubes
| Club                  | País   | Año           |
| --------------------- | ------ | ------------- |
| Club Guadalajara      | México | 2005-2012     |
| Chivas Coras (Cárnet) | México | Clausura 2006 |
| Tapatío (Cárnet)      | México | 2006-2009     |
| San Luis FC           | México | Clausura 2013 |
| Club Guadalajara      | México | 2013-2015     |
| Pachuca               | México | 2015-2016     |
| Tampico Madero FC     | México | 2017-2019     |

### Partidos y goles
| Competencia                      | Partidos | Goles |
| -------------------------------- | -------- | ----- |
| Primera División de México       | 189      | 3     |
| Primera División 'A'             | 88       | 2     |
| Copa México                      | 30       | 0     |
| Copa Libertadores                | 13       | 1     |
| Copa Sudamericana                | 12       | 0     |
| Liga de Campeones de la Concacaf | 6        | 0     |
| SuperLiga                        | 5        | 0     |
| InterLiga                        | 1        | 0     |
| Total                            | 344      | 6     |

## Selección nacional

### Sub-17
Esparza formó parte del plantel que conquistó la Copa Mundial de Fútbol Sub-17 de 2005 celebrada en Perú, bajo las órdenes del entrenador Jesús Ramírez. En la final, marcó uno de los 3 tantos que le realizó el Tricolor a Brasil en el Estadio Nacional del Perú. 
| Mundial | Sede | Resultado | Partidos | Goles |
| ------- | ---- | --------- | -------- | ----- |
| Sub-17  | Perú | Campeón   | 6        | 2     |

| Fecha                    | Rival     | Gol | Resultado |
| ------------------------ | --------- | --- | --------- |
| 19 de septiembre de 2005 | Australia |     | 3-0       |
| 2 de octubre de 2005     | Brasil    |     | 3-0       |

### Sub-20
Fue convocado por Jesús Ramírez para acudir a la Copa Mundial de Fútbol Sub-20 de 2007 en Canadá. Dentro del torneo, jugó los 5 partidos que sostuvo el representativo nacional y le anotó 1 gol a Congo en 8vos. de final.
| Certamen       | Sede   | Resultado        | Partidos | Goles |
| -------------- | ------ | ---------------- | -------- | ----- |
| Mundial Sub-20 | Canadá | Cuartos de final | 5        | 1     |

| Fecha               | Rival | Gol | Resultado |
| ------------------- | ----- | --- | --------- |
| 12 de julio de 2007 | Congo |     | 3-0       |

### Sub-23
Fue convocado por Hugo Sánchez para disputar el Preolímpico de Concacaf de 2008 en Estados Unidos.
México finalizó en el tercer puesto del Grupo B y quedó fuera de la posibilidad de buscar un boleto para asistir a los Juegos Olímpicos de Pekín 2008. 
| Certamen    | Sede           | Resultado      | Partidos | Goles |
| ----------- | -------------- | -------------- | -------- | ----- |
| Preolímpico | Estados Unidos | Fase de grupos | 0        | 0     |

### Absoluta
Bajo la dirección técnica de Hugo Sánchez, debutó con la Selección mayor de México el 22 de agosto de 2007, en un partido amistoso ante Colombia en Dick's Sporting Goods Park (Commerce City, Colorado).
Su última convocatoria fue en el 2009, teniendo como entrenador a Sven-Göran Eriksson, pero no tuvo minutos de juego. 
|                    | PJ | Minutos | Goles | Asistencias | Periodo   |
| ------------------ | -- | ------- | ----- | ----------- | --------- |
| Selección mexicana | 3  | 209     | 0     | 0           | 2007-2009 |

#### Partidos
| Fecha                 | Rival     | Estadio                                    | Resultado | Competencia |
| --------------------- | --------- | ------------------------------------------ | --------- | ----------- |
| 22 de agosto de 2007  | Colombia  | Dick's Sporting Goods Park, Commerce City  | 0-1       | Amistoso    |
| 17 de octubre de 2007 | Guatemala | Los Angeles Memorial Coliseum, Los Angeles | 2-3       | Amistoso    |
| 16 de abril de 2008   | China     | Lumen Field, Seattle                       | 1-0       | Amistoso    |

#### Participaciones en Selección nacional
| Categoría | Competencia                           | Sede           | Resultado      |
| --------- | ------------------------------------- | -------------- | -------------- |
| Sub-17    | Copa Mundial de Fútbol Sub-17 de 2005 | Perú           | Campeón        |
| Sub-20    | Copa Mundial de Fútbol Sub-20 de 2007 | Canadá         | 4tos. de final |
| Sub-23    | Preolímpico de Concacaf de 2008       | Estados Unidos | Fase de grupos |

## Palmarés

### Campeonatos nacionales
| Categoría                  | Título        | Club             | País   |
| -------------------------- | ------------- | ---------------- | ------ |
| Primera División de México | Apertura 2006 | Club Guadalajara | México |
| Primera División de México | Clausura 2016 | Pachuca          | México |

### Campeonatos internacionales
| Título                                | Club                      | Sede               | Año  |
| ------------------------------------- | ------------------------- | ------------------ | ---- |
| Torneo Sub-17 de la Concacaf de 2005  | Selección Mexicana Sub-17 | Culiacán y Heredia | 2005 |
| Copa Mundial de Fútbol Sub-17 de 2005 | Selección Mexicana Sub-17 | Perú               | 2005 |

### Otro campeonato
| Título         | Club             | Sede           | Año  |
| -------------- | ---------------- | -------------- | ---- |
| InterLiga 2009 | Club Guadalajara | Estados Unidos | 2009 |